# Edie Adams
Edie Adams, född 16 april 1927 i Kingston, Pennsylvania, död 15 oktober 2008 i Los Angeles, Kalifornien, var en amerikansk skådespelare, komiker, sångare och affärskvinna. Åren 1954-1962 var hon gift med komikern Ernie Kovacs som hon även arbetade ihop med.

## Filmografi, urval
- 1961 – Ungkarlslyan
- 1961 – En pyjamas för två
- 1963 – En ding, ding, ding, ding värld
- 1963 – Natt med en främling
- 1967 – Farligt spel i Venedig
- 1978 – Upp i rök